# تومي تومسون (لاعب اتحاد الرغبي)
تومي تومسون (بالإنجليزية: Tommy Thompson)‏ هو لاعب اتحاد الرغبي جنوب أفريقي، ولد في 4 أكتوبر 1886، وتوفي في 20 يونيو 1916.